# Storenosoma
Genre
Storenosoma est un genre d'araignées aranéomorphes de la famille des Amaurobiidae.

## Distribution
Les espèces de ce genre sont endémiques d'Australie.

## Liste des espèces
Selon World Spider Catalog (version 17.5, 13/09/2016) :
- Storenosoma altum Davies, 1986
- Storenosoma bifidum Milledge, 2011
- Storenosoma bondi Milledge, 2011
- Storenosoma forsteri Milledge, 2011
- Storenosoma grayi Milledge, 2011
- Storenosoma grossum Milledge, 2011
- Storenosoma hoggi (Roewer, 1942)
- Storenosoma picadilly Milledge, 2011
- Storenosoma smithae Milledge, 2011
- Storenosoma supernum Davies, 1986
- Storenosoma tasmaniensis Milledge, 2011
- Storenosoma terraneum Davies, 1986
- Storenosoma victoria Milledge, 2011

## Publication originale
- Hogg, 1900 : A contribution to our knowledge of the spiders of Victoria: including some new species and genera. Proceedings of the Royal Society of Victoria (N.S.), vol. 13, p. 68-123 (texte intégral).